# Glen Moss
Glen Robert Moss (n. 19 ianuarie 1983, Hastings, Noua Zeelandă) este un fotbalist care a evoluat la echipa Dinamo București pe postul de portar, în prezent fiind legitimat în Australia la Newcastle Jets. Este și un component al echipei naționale de fotbal a Noii Zeelande, echipă calificată la Campionatul Mondial de Fotbal 2010.

## Carieră
A debutat pentru Dinamo București în Liga I pe 30 iulie 2006 într-un meci câștigat împotriva echipei FC Național București.

## Titluri
| Sezon     | Club             | Titlu  |
| --------- | ---------------- | ------ |
| 2006-2007 | Dinamo București | Liga I |